# Паригін Олександр Володимирович
Олександр Володимирович Паригін (нар. 25 квітня 1973, Алмати, Казахська РСР, СРСР) — радянський, казахський та австралійський п'ятиборець, олімпійський чемпіон 1996 року, чемпіон світу та Азійських ігор.

## Біографія
Володимир Паригін народився 25 квітня 1973 року в місті Алмати (Казахська РСР).
Виступаючи за збірну Казахстану Паригін показував високі результати. Він ставав срібним призером у особистих змаганнях на чемпіонатах Азії та Азійських іграх. Найбільшого успіху добився у 1996 році, коли зумів стати чемпіоном світу в особистій гонці, а також олімпійським чемпіоном на іграх в Атланті.
Після цього переїхав жити в Австралію та представив цю країну на Олімпійських іграх 2004 року, де посів лише 27-ме місце.

## Виступи на Олімпійських іграх
| Олімпіада    | Дисципліна     | Місце |
| ------------ | -------------- | ----- |
| Атланта 1996 | особиста гонка | 1     |
| Афіни 2004   | особиста гонка | 27    |